# Midfield (Alabama)
Midfield es una ciudad ubicada en el condado de Jefferson en el estado estadounidense de Alabama. En el censo de 2000, su población era de 5626.

## Demografía
En el 2000 la renta per cápita promedia del hogar era de $ 31.378$, y el ingreso promedio para una familia era de 36.281$. El ingreso per cápita para la localidad era de 15.729$. Los hombres tenían un ingreso per cápita de 30.087$ contra 25.386$ para las mujeres.

## Geografía
Midfield está situado en 33°27′21″N 86°55′37″O / 33.45583, -86.92694 (33.455874, -86.927044)
Según la Oficina del Censo de los EE. UU., la ciudad tiene un área total de 2.60 millas cuadradas (6.73 km²).